# William Bellinger Bulloch
William Bellinger Bulloch (* 1777 in Savannah, Georgia; † 6. Mai 1852 ebenda) war ein US-amerikanischer Politiker (Demokratisch-Republikanische Partei), der den Staat Georgia im US-Senat vertrat. Sein Vater war Archibald Bulloch, der zweite Gouverneur von Georgia.
William Bulloch studierte die Rechte und wurde 1797 in Savannah in die Anwaltskammer aufgenommen, wo er auch zu praktizieren begann. Im Jahr 1804 wurde er zum Distriktstaatsanwalt ernannt. Er wurde 1812 zum Bürgermeister von Savannah gewählt und war 1814 Beigeordneter seiner Heimatstadt. Während des Britisch-Amerikanischen Krieges diente er in der Artillerie der Miliz von Savannah, die Georgias Küste verteidigte.
Nach Kriegsende übernahm Bulloch eine Reihe öffentlicher Ämter. So war er der oberste Prozessanwalt des Staates (Solicitor General), Leiter der Zollbehörde (Collector of customs) sowie Abgeordneter im Repräsentantenhaus und im Senat von Georgia. Vom 8. April 1813 bis zum 6. November desselben Jahres gehörte er schließlich dem US-Senat an. Er nahm dort den Platz des zurückgetretenen William Harris Crawford ein und wurde von dem bei der Nachwahl siegreichen William Wyatt Bibb abgelöst.
Bulloch zog sich danach aus der Politik zurück. Er gehörte zu den Gründern der State Bank of Georgia, als deren Präsident er von 1816 bis 1843 fungierte.